# Добља (Арђеш)
Добља (рум. Doblea) насеље је у Румунији у округу Арђеш у општини Албештиј де Арђеш. Oпштина се налази на надморској висини од 543 m.

## Становништво
Према подацима из 2002. године у насељу је живело 244 становника, од којих су сви румунске националности.